# Supercoppa di Bulgaria 2023
La Supercoppa di Bulgaria 2023 è stata la 20ª edizione di tale competizione, disputata il 10 febbraio 2024 allo Stadio Ivajlo di Veliko Tărnovo. La sfida ha visto contrapposte il Ludogorec, vincitore del campionato e della coppa nazionale e il CSKA 1948 Sofia, finalista della coppa nazionale. Il Ludogorec ha avuto la meglio per 4-2 dopo i calci di rigore, conquistando il trofeo per la settima volta nella sua storia.

## Tabellino
| Arbitro: | Kabakov |

|                                           |                      |                                    |
| Verdon 10’                                | Marcatori            | 62’ Piščević                       |
| Duah Nedelev Piotrowski Fonn Witry Verdon | Tiri di rigore 4 – 2 | Pedrinho Karagaren Tsenov Daskalov |